# A Dama do Cachorrinho
A Dama do Cachorrinho (em russo Дама с собачкой, [Dama s sobachkoi) é um conto de Anton Checkhov, publicado primeiramente em 1899. Conta a história de um caso de adultério entre um banqueiro russo e uma jovem que ele conhece enquanto tirava férias em Ialta. A história é constituída de quatro partes: a primeira descreve o encontro do casal em Ialta, a segunda a consumação do adultério e o resto do tempo que ele passa na cidade, na terceira o protagonista Dimitri Dimitrich Gomov retorna a Moscou e visita a cidade de Anna (seu affair), e na última parte Anna visita Moscou.

## Enredo
Dmitriy Dmitrich Gurov é um banqueiro de Moscou, casado, com uma filha e dois filhos. Infeliz com seu casamento, ele é frequentemente infiel à esposa, e considera mulheres de uma "raça mais baixa". Enquanto tirava férias em Ialta, ele vê uma jovem que carrega um pequeno cachorro e que ele vem observando no litoral, e tenta fazer uma aproximação. A moça, Anna Sergeyevna, também tirava férias enquanto seu marido estava em casa. Logo, eles engatam em um affair, e gastam a maior parte de seu tempo juntos, caminhando e dirigindo por Oreanda. Embora ela esteja esperando seu marido voltar a Ialta, ele manda Anna voltar para casa, alegando que algo está errado com seus olhos. Gurov despede-se da moça na estação.
De volta a Moscou e sua rotina, trabalhando todos os dias e saindo à noite, ele espera esquecer Anna, mas descobre-se perseguido por sua memória. Na desculpa de ir a São Petersburgo tratar de negócios, ele parte para a cidade da amada. Descobrindo o endereço da casa de Anna, ele acha a casa, até descobrir que seria de mau-gosto intrometer-se. Em desespero, ele conclui que Anna o esqueceu e encontrou outra pessoa, e volta a seu hotel para tirar um cochilo.
Na manhã seguinte ele vê um anúncio promovendo o musical The Geisha. Concluindo que Anna e seu marido irão à estreia, ele vai ao teatro. O casal adentra o recinto e Gurov os segue com os olhos. Quando o marido da moça sai para fumar, Dmitriy cumprimenta Anna, que fica desnorteada e foge dele. Após persegui-la até o teatro, ele a questiona e ela confessa que vem pensando nele constantemente. Assustada, ela implora a ele para sair e promete voltar a vê-lo em Moscou.
Ela dá desculpas a seu marido para voltar a Moscou, dizendo-lhe que vai ao médico, no que ele "acredita e não acredita". Gurov percebe que pela primeira vez na vida ele realmente está apaixonado, e se pergunta como eles podem continuar juntos. Enquanto eles discutem como achar uma solução, o conto acaba sem resolução.

## Publicação
A história foi escrita em Ialta, onde Checkhov havia se mudado seguindo orientações médicas, a fim de amenizar sua tuberculose em um ambiente mais quente. Foi publicado pela primeira vez em dezembro de 1899 na revista Russkaia Mysl (Pensamento russo). Desde então, o conto vem sendo publicado em inúmeras coletâneas, e é considerado um dos trabalhos mais conhecidos de Checkhov. A primeira tradução para o inglês apareceu em 1903.

## Adaptações
Uma versão cinematográfica produzida, em 1960, por Jeff Heifitz e estrelada por Alexei Batalov e Iya Sawina. Ganhou um Special Prize por nobre humanismo e excelência artística no Festival de Cannes de 1960.
A história também foi adaptada para o teatro; por exemplo, uma adaptação de Peter Campbell foi feita em 2002 no Checkhov Now Festival, em Nova Iorque.